# Castel San Pietro (Verona)
La caserma erariale di castel San Pietro o più semplicemente castel San Pietro, originariamente chiamata Aerarialcasernen Castel San Pietro, è un edificio militare ubicato sul colle San Pietro a Verona, in un punto sopraelevato e caratterizzato da un'ampia visuale panoramica della città scaligera, e per questo meta privilegiata di turisti e veronesi che possono raggiungere il piazzale antistante il castello anche tramite la funicolare di Castel San Pietro. L'edificio è stato progettato dalla k.k. Genie-Direktion Verona austriaca di stanza nella città e costruita tra il 1852 e il 1858, quando vennero restaurati anche i resti della cortina muraria del preesistente castello, costruito sul finire del Trecento.

## Storia
L'area in cui sarebbe sorto il castello era un luogo strategico per il controllo del fiume Adige e dell'intero territorio; a conferma dell'importanza di questo luogo, vi sono state trovate le antiche tracce di un insediamento pre-romano, risalenti all'età del ferro, tanto da far ipotizzare l'esistenza di un castelliere. In età romana, all'inizio del I secolo a.C., vi venne inoltre edificato l'Arx, un luogo sacro e fortificato posto a guardia del passaggio sull'Adige della via Postumia, dell'oppidum posto ai piedi del colle e della città sorta successivamente sull'opposta riva del fiume.
Nello stesso punto venne poi costruito un tempio romano di cui, all'inizio dell'Ottocento, si potevano ancora vedere le rovine, tanto che Da Persico nel 1820 scrive: «[...] l'antichissima chiesa di San Pietro, costrutta di antichi e preziosi marmi, [...] frammenti di auguste fabbriche del Campidoglio» di cui «Ne restano ancora in piedi le pareti, e le colonne, e capitelli diversi, con qualche avanzo delle antiche pitture a fresco». La citata chiesa di San Pietro viene già citata nell'VIII secolo, quando era già esistente e subì un intervento di restauro, e venne evidentemente edificata sulle rovine dell'antico tempio pagano.

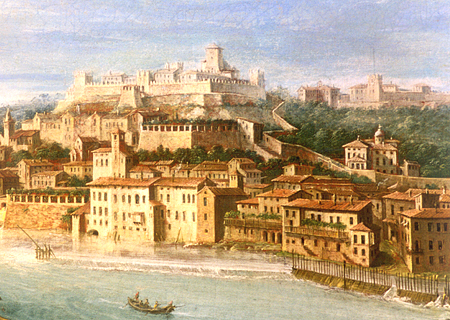
Veduta del castello visconteo dipinta da Antonio Joli

La funzione difensiva del colle si consolidò nel Medioevo; si fa risalire a Berengario, infatti, la sistemazione dell'890 del castrum. Nel 1393 venne fatto edificare da Gian Galeazzo Visconti un più imponente castello, i cui lavori portarono alla perdita della maggior parte delle antiche preesistenze. Durante il governo della Serenissima il castello venne destinato alla residenza del comandante militare, per cui vennero realizzati all'interno del suo recinto nuovi fabbricati. Nel 1627 furono documentati ulteriori lavori di restauro negli alloggi dei soldati, nelle abitazioni del "Governatore di Castelli" e del capo dei bombardieri, mentre nel 1703 la caserma di fanteria esistente venne ampliata per ospitare un presidio raddoppiato, passato da 150 a 300 uomini.
Nel 1801 i soldati napoleonici minarono e distrussero gran parte del castello e degli edifici interni, compresa la chiesa, anche se i resti della cortina muraria sono ancora considerevoli. Tra il 1852 e il 1858 vi fu infine la progettazione e la costruzione della caserma austriaca, presente ancora oggi, e la sistemazione dei resti del castello e della strada di accesso al complesso. Questa venne commissionata dal feldmaresciallo Josef Radetzky e fu progettata dei genieri della K.K. Genie-Direktion Verona sotto la supervisione di Conrad Petrasch.
Anche dopo il passaggio di Verona all'Italia la caserma rimase sotto controllo militare, fino al 1934 quando fu ceduta al Comune per essere adibita a Casa dell'Assistenza Fascista (ospizio dei poveri). Dal 1939 al 1949 ospitò l'Accademia Cignaroli, per poi divenire sede di un orfanatrofio fino al 1978.
A partire dal 2002, dopo anni di abbandono della caserma, è stato definito un piano operativo per la valorizzazione dell'intero complesso e di restauro dei manufatti, che saranno adibiti a sede del Museo della Città.

## Descrizione

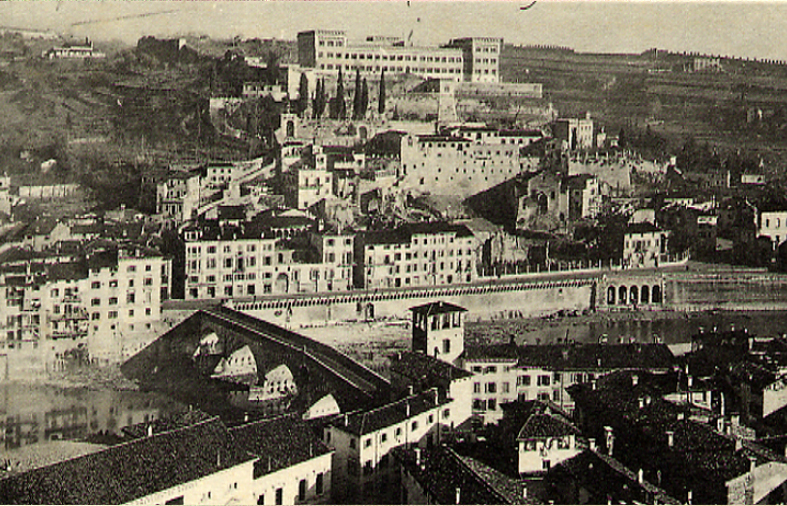
Il castello in una fotografia di inizio Novecento, da cui si intravede anche la cortina muraria medievale

Il recinto dell'antico castello medievale presenta un tracciato irregolare, di forma allungata, derivato dalla morfologia del sito d'impianto, sulla sommità del colle: i lati a ovest e a sud sono rettilinei, mentre il lato est è a linea spezzata. In origine il recinto, riconoscibile dalla muratura a corsi alternati di ciottoli e mattoni di laterizio, era munito di dodici alte torri, non più esistenti o mozzate. All'interno della cortina difensiva, verso l'estremità nord-orientale, si elevava l'alto mastio, oggi in rovina. Due porte d'accesso dotate di ponte levatoio erano poste rispettivamente sul fianco orientale e sul fronte meridionale; inoltre, una via di soccorso condotta su un'alta muraglia, collegava il castello dall'angolo nord-occidentale alla sottostante torre, appartenente alla cinta muraria collinare scaligera.
Precedentemente alla costruzione della caserma asburgica, la parte meridionale del castello era occupata da vari fabbricati per l'acquartieramento dei soldati e dalla chiesetta di San Pietro in Castello, distrutti nel 1801 dai napoleonici; il castello era dotato di una grande cisterna sotterranea, edificata nel Cinquecento, ancora conservata.

Castel San Pietro in una fotografia aerea dei primi anni settanta del Novecento

La caserma di fanteria austriaca si eleva all'interno dell'originario recinto fortificato del castello visconteo, ed è in parte sovrapposta al sito d'impianto dell'antica chiesa di San Pietro. L'edificio è a corpo lineare tripartito: la parte centrale, di maggiore estensione planimetrica, si eleva su quattro piani, adattandosi al dislivello del terreno; le due testate a torre, sporgenti sul fronte principale, si innalzano di un ulteriore piano. L'impianto distributivo interno è regolato dagli elementi modulari dei grandi vani coperti da volte a sesto ribassato oltre che dal corpo scala in posizione centrale. Il corridoio, lungo il lato posteriore, è coperto all'ultimo piano da una volta a tutto sesto, mentre su ogni livello disimpegna i grandi ambienti voltati delle camerate comuni.
Nelle due torri di testata, dove termina il corridoio, l'asse delle volte è ruotato di 90 gradi, con vani in collegamento passante. I servizi igienici, su ogni piano, sono separati in un corpo a torre distaccato nel mezzo del fronte posteriore. Oltre alle camerate, erano disposte all'interno della caserma gli uffici del comando, gli alloggi degli ufficiali, i laboratori di manutenzione degli equipaggiamenti e delle armi e infine i depositi. La caserma poteva così essere utilizzata da due compagnie di fanteria e 32 artiglieri, per un totale di 452 soldati e 9 ufficiali. La presenza degli artiglieri si deve all'esistenza del piazzale situato davanti alla caserma, che poteva essere utilizzato dall'artiglieria per colpire la città dall'alto in caso di guerra.

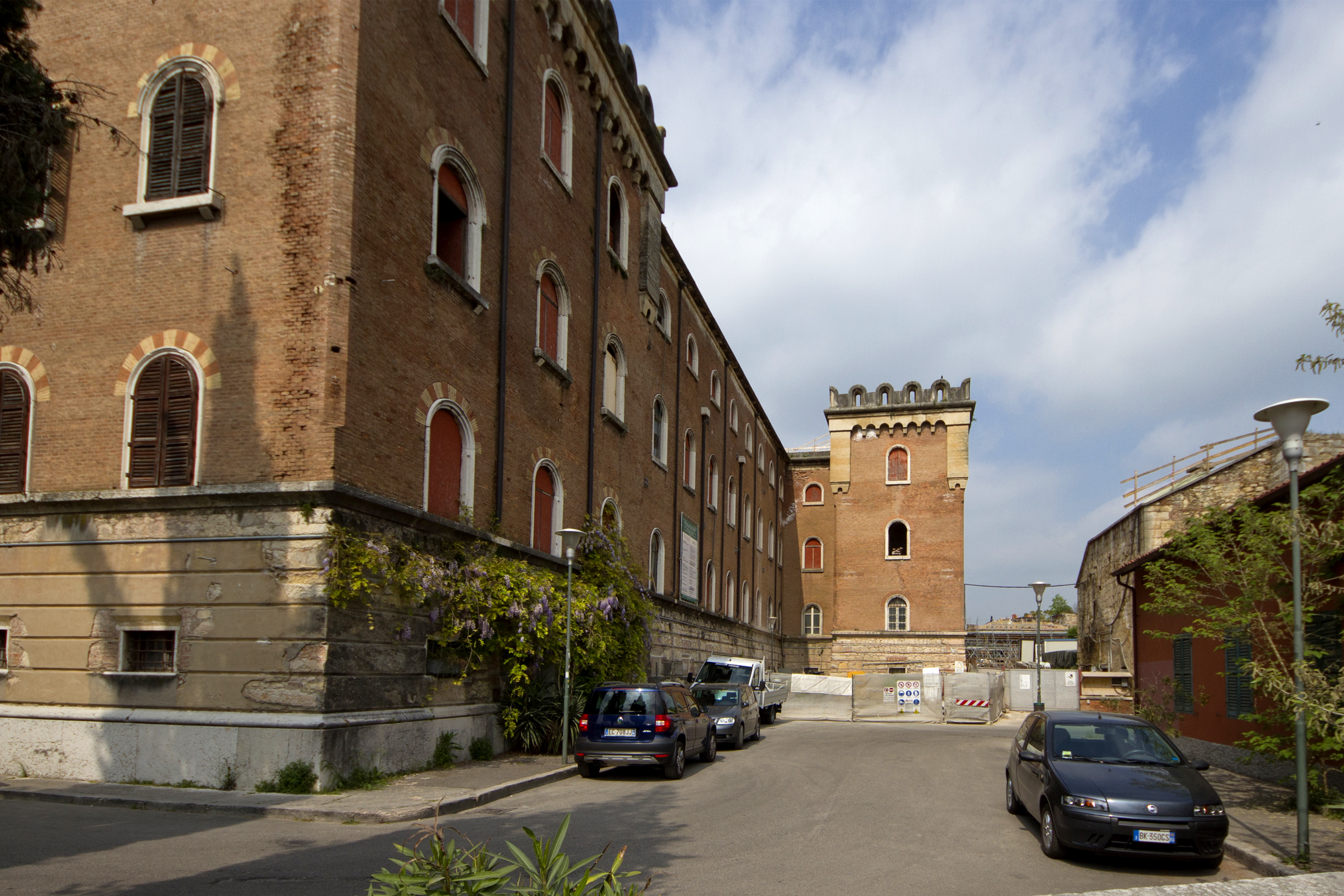
Il fronte posteriore della caserma con, in fondo, il corpo in cui erano situati i servizi igienici

Il Rundbogenstil (uno stile dell'arco a tutto sesto), allora adottato nel grande Arsenale di Vienna, venne applicato per la prima volta a Verona nel disegno neomedievale della caserma di Castel San Pietro. Nelle sue facciate, con paramento di laterizio a vista e ghiere d'arco policrome, si riconoscono i caratteri del Medioevo centro europeo e gli elementi della tradizione figurativa veronese. Consapevoli della speciale posizione nel paesaggio urbano, secondo le prescrizioni di Radetzky, i progettisti asburgici impressero alla nuova caserma l'aspetto architettonico del castello, in accordo con le circostanti mura collinari scaligere. La copertura a terrazza, con le bianche merlature stilizzate, oltre che per la funzione militare, era pensata per l'osservazione prospettica dalla città nel suo quadro ambientale e paesaggistico.